# Titularbistum Tigava
Tigava ist ein Titularbistum der römisch-katholischen Kirche und hatte seinen Bischofssitz in der antiken Stadt Tigava. Diese befand sich  in der römischen Provinz Mauretania Caesariensis, im heutigen Algerien, und trägt den Namen El Kherba. Im Jahre 297 wurde der Märtyrer Typasius der Ältere in Tigava hingerichtet.
| Titularbischöfe von Tigava |                             |                                                                             |                   |                   |
| Nr.                        | Name                        | Amt                                                                         | von               | bis               |
| 1                          | Basile Octave Tanghe OFMCap | Apostolischer Vikar von Belgisch-Ubanghi (Belgisch-Kongo)                   | 28. Januar 1935   | 16. Dezember 1947 |
| 2                          | Alphonse Bossart OMI        | Apostolischer Vikar von Ipamu (Belgisch-Kongo/Demokratische Republik Kongo) | 12. Februar 1948  | 3. März 1963      |
| 3                          | John Louis Morkovsky        | Koadjutorbischof von Erzbistum Galveston-Houston (USA)                      | 16. April 1963    | 22. April 1975    |
| 4                          | Bernhard Rieger             | Weihbischof in Rottenburg-Stuttgart (Deutschland)                           | 20. Dezember 1984 | 10. April 2013    |
| 5                          | Leomar Antônio Brustolin    | Weihbischof in Porto Alegre (Brasilien)                                     | 7. Januar 2015    | 2. Juni 2021      |
| 6                          | Cristián Castro Toovey      | Weihbischof in Santiago de Chile (Chile)                                    | 22. Juni 2021     | 23. März 2024     |
| 7                          | Hiansen Vieira Franco       | Weihbischof in São Sebastião do Rio de Janeiro (Brasilien)                  | 25. Februar 2025  |                   |